# Філіп Старк
Філіп Старк (фр. Philippe Starck, нар. 18 січня 1949) — французький промисловий дизайнер, дизайнер інтер'єрів та споживчих товарів серійного виробництва.

## Біографія
Народився 18 січня 1949 року у Парижі у родині авіаконструктора Андре Старка. Після навчання в паризькій Школі Камондо, в 1968 заснував своє перше дизайнерське підприємство, що спеціалізувалося на створенні надувних об'єктів.
Філіп Старк розпочав свою революцію у стилі, створюючи наприкінці 70-х нічні клуби. Саме тоді він зробив собі ім'я дизайнера-бунтаря. Саме Філіпа Старка президент Франції Міттеран обрав 1983 року як одного з дизайнерів, які мали переосмислити дизайн президентської резиденції в Єлисейському палаці. З цього моменту розпочинається кар'єра молодого, але вже всесвітньо відомого дизайнера. Понад тридцять років, він — підтверджена легенда французького дизайну, все ще в центрі уваги. Його готелі, ресторани, кафе, нічні клуби, бутіки, приватні будинки, музеї і навіть винні льохи відрізняються один від одного, причому кожен окремо претендує на статус міської пам'ятки.
Філіп Старк зробив величезний внесок у промисловий дизайн — його руці належить дизайн палаців та кавомашин, музеїв та склянок. А стілець Louis Ghost (багато людей помилково називають цю модель просто Ghost) є не тільки одним з найвідоміших у світі, але й об*єктом підробок, що не властиве для предметів меблів.
З 1969 року працює у тісній співпраці з П'єром Карденом, у 1975 році сконцентрувався на незалежній творчості дизайну інтер'єру та промислового дизайну. У 1984 році почав працювати з компанією Baleri Italia у сфері предметного дизайну. У наступні чверть століття він співпрацював з багатьма відомими виробниками меблів, ванних кімнат, аксесуарів та предметів декору. Його роботи демонструються у постійних колекціях Музею декоративного мистецтва у Парижі та Музею дизайну у Лондоні.
В 2008 був призначений на посаду «художнього директора головування Франції в Європейському союзі» з ініціативи Бернара Кушнера.
У 2016—2017 роках займався розробкою дизайну смартфона Xiaomi Mi MIX.
Філіп Старк з ранніх років у своїх роботах просував ідеї гуманізму, що було відзначено тим фактом, що він був першим французом, який був запрошений на конференцію TED (технології, розваги та дизайн) разом із такими всесвітньо відомими учасниками, як Білл Клінтон та Річард Бренсон.

## Сім'я
З грудня 2007 року Філіп Старк одружений з Жасмін Абделлатіф, від якої у нього в травні 2011 року народилася дочка. Як художник у всіх сенсах цього слова, Старк вибрав для своїх дітей оригінальні імена: Ара, Оа, Лаго, Кей і Джастіс Старк.
Його старша дочка Ара — художник та музикант, брала участь у деяких проектах свого батька, таких як прикраса паризького палацу, готель Le Meurice, в якому вона спроектувала оформлення стелі ресторану Le Dali або зовсім недавно — готель Brach у Парижі.

## Роботи

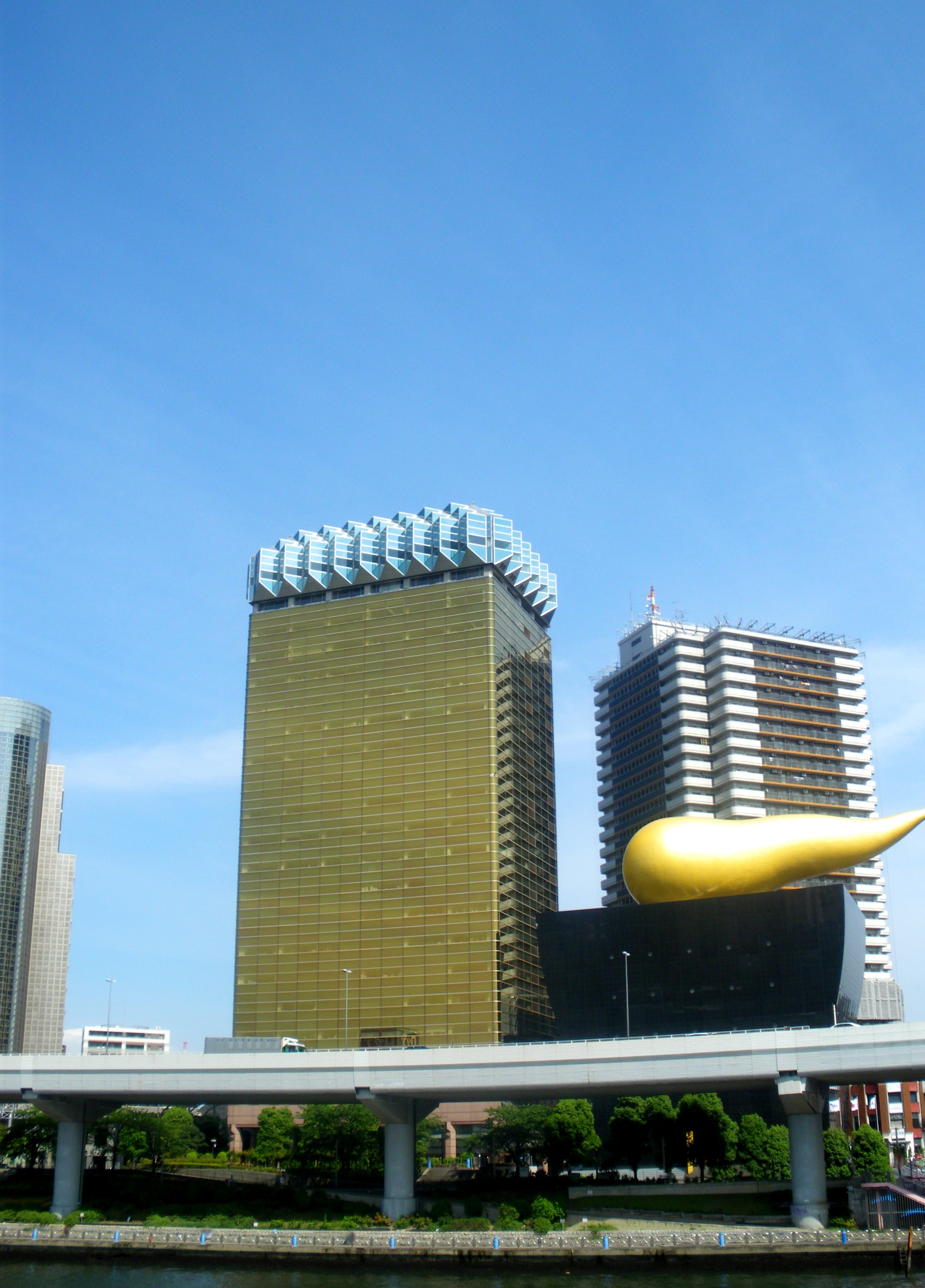
Штаб-квартира пивоварної компанії Асахі (Asahi) у кварталі Асакуса (Токіо, Японія), прозвана «Полум'я», робота дизайнера у 1989 році

- 2003. Реконструкція будівлі музею Баккара у Парижі.
- Поїзд Євростар
- Kronenbourg 1664
- Оптична миша Майкрософта
- Philippe Starck condo in Toronto
- Штаб-квартира компанії Asahi Breweries у Токіо
- Volar, нічний клуб у Шанхаї
- A (яхта) проекту Sigma
- 1990 Restaurant Teatriz, Madrid
- 1993 Музей Гронінгера
- 2000 TASCHEN Book Store, Париж
- 2001 Gaultier Shops, Paris and New York
- 2001 Yoo Apartments, London
- 2003 TASCHEN Book Store, Los Angeles
- 1988 Ara (Flos)
- 1989 Toothbrush (Fluocaril)
- 1990 Miss Sissi (Flos)
- 1990 WW Stool (Vitra)
- 1990 року Vase Mendini (Alessi)
- 1990—1991 Juicy Salif (Alessi)
- 1992 Louis XX (Vitra)
- 1994 Lord Yo (Driade)
- 1998 року Hula Hoop (Vitra)
- 1999 IBB, Gaoua, Yeza (Samsonite)
- 1999 Starck Watches (Fossil)
- 1999 Strange Thing (Cassina)
- 1999 MISS (Cassina with Sony)
- 1999 Soft Egg (Driade)
- 1999 Ero's (Kartell)
- 1999 Attila (Kartell)
- 2000 Louis Ghost (Kartell)
- 2000 La Boheme (Kartell)
- 2005 Bedside Gun, Table Gun, Lounge Gun (Flos)
- 2013 Велосипед-самокат Peugeot Cycles для міської прокатної системи Бордо (Pibal[10])
- 2015 Навушники Parrot zik 2.0
- 2015 Лінія вбудовуваної кухонної техніки Gorenje by Starck
- 2016 Смартфон Xiaomi Mi MIX
- 2018 Інтер'єри орбітальної станції Axiom Space

## Нагороди
- Люміно-оскар (Париж, 1980)
- Trois premièrs prix au Neocon (Чикаго, 1986)
- Delta de Plaia (Барселона, 1986)
- Platinum Circle Award (Чикаго, 1987)
- Державний гран-прі за промислове дизайнерство (Grand Prix National de la Création Industrielle) (Франція, 1988)
- Troix Prix pour les hotêls Royalton et Paramount de New York (США, 1988/1990)
- Officier des Arts et des Lettres (Франція, 1995)
- Design Zentrum NordRhein-Westfallen (Німеччина, 1995)
- Premio Internacional de Diseño (Барселона, 1995)
- Harvard Excellence in Design Award (США, 1997)
- Кавалер Ордену мистецтв та літератури (Франція, 1998)
- Кавалер Ордену Почесного легіону (Франція, 2000)
- Pratt Institute Black Alumni Award (США, 2001)
- Compasso d'Oro (Італія, 2001)
- Red Dot Best of the Best Award (2001)
- IF Design Award (2002)
- Observeur de Design d'Etoile (2002)